# Alcalá de la Selva
Pour les articles homonymes, voir Alcalá.
Alcalá de la Selva est une commune d’Espagne, dans la province de Teruel, communauté autonome d'Aragon, comarque de Gúdar-Javalambre